# Arytaina uichancoi
Arytaina uichancoi är en insektsart som beskrevs av Braza och Galilung 1981. Arytaina uichancoi ingår i släktet Arytaina och familjen rundbladloppor. Inga underarter finns listade i Catalogue of Life.